# 마르가레테 폰 트로타
마르가레테 폰 트로타(Margarethe von Trotta, 1942년 2월 21일 ~ )는 독일의 배우, 영화 감독, 시나리오 작가이다. 화가이자 일러스트레이터였던 알프레드 롤로프의 딸이다. 1981년 영화 《독일 자매》를 통해 베네치아 영화제 황금사자상을 수상했다.

## 생애
마르가레테는 어머니인 엘리자베트 폰 트로타(Elisabeth von Trotta, 발트 지방 쪽의 귀족 출신)와 함께 뒤셀도르프에서 어린 시절을 보냈다. 중등 교육을 수료한 뒤 그녀는 상업학교에 2년간 다녔고 이후 사무실에서 일을 했다. 마르가레테의 첫 영화 경험은 파리에 머물면서 시작되었다. 2년 후인 1960년에 뒤셀도르프에서 아비투어를 치르면서 교육과정을 만회하고 같은 도시 대학에서 미술 공부를 한다.
뮌헨 대학으로 옮겨서 독문학과 불문학 등을 공부한다. 그러나 배우 수업을 받기 위해 이 학업도 중단한다. 1964년에에 딩켈스뷜에서 첫 데뷔를 한다. 1964년에서 1969년까지 출판사 편집인 위르겐 묄러와 결혼해 아들을 낳는다. 1969/1970년에 프랑크푸르트에서 무대에 서는데 이때 영화 감독 라이너 베르너 파스빈더의 네 편의 영화에 출연한다.
1971년에 감독 폴커 슐뢴도르프와 결혼한다.(1991년 이혼) 1977년부터 직접 영화 감독을 하고 있다. 마르가레테 폰 트로타는 슐뢴도르프와의 이혼 후에 이탈리아에 살다가 현재는 파리에 살고 있다. 포르노그라피와 선정적인 잡지들, 여성에 적대적인 사회의 모습들에 적극적으로 저항하였다. 정치적으로는 독일 사민당에 가입하였다. 뉴 저먼 시네마의 주요 일원이다.

## 작품 목록

### 연출
- 카타리나 블룸의 잃어버린 명예 (1975; 폴커 슐뢴도르프와 공동 연출)
- 크리스타 클라게스의 두번째 각성 (1978)
- Schwestern oder Die Balance des Glücks (1979)
- 독일 자매 (1981; 베네치아 영화제 황금사자상 수상)
- 쉬어 매드니스 / 완전히 미친 (1983)
- 로자 룩셈부르크 (1986)
- 사랑과 공포 / 세 자매 (1988)
- 아프리카 여인 (1990)
- 긴 침묵 (1993)
- 약속 (1995)
- 로젠슈트라세 (2003)
- 나는 또 다른 여자다 (2006)
- 위대한 계시 (2009)
- 한나 아렌트 (2012)
- 닉을 잊어라 (2017)
- 잉게보르크 바흐만: 사막으로의 여행 (2023)